# Бьорнсон, Ивар
Ивар Сконторп Пеерсен (норв. Ivar Skontorp Peersen), более известный под сценическим псевдонимом Ивар Бьорнсон (норв. Ivar Bjørnson; род. 27 ноября 1977 года, Этне, Норвегия) — норвежский музыкант и композитор. Является одним из основателей и основным автором песен экстремальной метал-группы Enslaved, а ранее был участником метал-группы Borknagar и сотрудничал с Эйнаром Сельвиком над несколькими альбомами. Бьорнсон выпустил шестнадцать студийных альбомов с Enslaved и получил с группой пять норвежских наград Spellemannprisen.

## Биография
Бьорнсон родился в городе Этне. Он, наряду с Грутле Хьелльсоном, является одним из двух оставшихся в нынешнем составе Enslaved участников-основателей, которым на момент образования группы в 1991 году было всего по 13 лет. Бьорнсон и Хьелльсон ранее выступали вместе в дэт-метал-группе Phobia с 1990 года до 1991 года. После распада Phobia они вдвоём сформировали Enslaved как группу, больше ориентированную на стиль блэк-метал и основанную на их общем увлечении скандинавской мифологией. В дополнение к своим обязанностям гитариста, Бьорнсон пишет почти всю музыку для Enslaved, а также бо́льшую часть текстов песен. Он заявил, что «когда мы создавали Enslaved, мы хотели иметь такой же уровень приверженности чему-то духовному, как у наших современников в блэк-метале с сатанинской стороной. Мрачная, деструктивная составляющая блэк-метала казалась неправильной, потому что мы не были привержены какой-либо сатанинской идеологии». Бьорнсон записал клавишные и синтезаторы на первых трёх альбомах Borknagar, а также на альбомах Gorgoroth Destroyer и Incipit Satan под псевдонимом Daimonion, в дополнение к соавторству песни «Will to Power» с последнего. Он также спродюсировал первое демо блэк-метал группы Orcustus.
В 2011 году на Metalsucks назвали Бьорнсона 22-м лучшим гитаристом в жанре модерн-метал, написав, что «Ивар Бьорнсон раздвинул границы блэк-метала настолько, что они находятся в отдалении и узнаваемы только для тех, кто их ищет». Он часто упоминал такие группы, как Pink Floyd, Motorpsycho и прогрессивный рок в качестве основных направлений, повлиявших на его написание песен, и называл Pink Floyd своей любимой группой.
В 2014 году норвежское правительство поручило Бьорнсону и Эйнару Сельвику из Wardruna создать музыкальное произведение в честь празднования 200-летия Конституции Норвегии. Аранжировка называлась «Skuggsjá» и была исполнена Enslaved и Wardruna в качестве концертной композиции на фестивале Eidsivablot в Эйдсволле, Норвегия, 13 сентября 2014 года. Музыка, основанная на истории, культуре и языке Норвегии и её норвежских традициях, призвана рассказать историю Норвегии, и вписать прошлое в контекст настоящего Норвегии. Позже пара решила, что проект следует расширить, и последовали дальнейшие выступления, в том числе на популярном фестивале Roadburn в 2015 году. Они использовали название проекта и выпустили его в качестве полноформатного студийного альбома 11 марта 2016 года. В 2017 году Бьорнсон выпустил альбом Hydrogen в рамках эмбиент-проекта BardSpec.

## Дискография
Совместно с Enslaved
- Vikingligr Veldi (1994 г.)
- Frost (1994 г.)
- Eld (1997 г.)
- Blodhemn (1998 г.)
- Mardraum – Beyond the Within (2000 г.)
- Monumension (2001 г.)
- Below the Lights (2003 г.)
- Isa (2004 г.)
- Ruun (2006 г.)
- Vertebrae (2008 г.)
- Axioma Ethica Odini (2010 г.)
- RIITIIR (2012 г.)
- In Times (2015 г.)
- E (2017 г.)
- Utgard (2020 г.)
- Heimdal (2023 г.)

Совместно с Borknagar
- Borknagar (1996 г.)
- The Olden Domain (1997 г.)
- The Archaic Course (1998 г.)

Совместно с Trinacria
- Travel Now Journey Infinitely (2008 г.)

Совместно с Эйнаром Сельвиком
- Skuggsjá (2016 г.)
- Hugsjá (2018 г.)

Совместно с BardSpec
- Hydrogen (2017 г.)